# Johanna Thimig
Johanna Thimig (1943 - 26 de noviembre de 2014) fue una actriz austriaca.

## Biografía
Su nombre completo era Johanna Marie Thimig, y formaba parte de una conocida familia de intérpretes, siendo sus padres  los actores Hermann Thimig y Vilma Degischer.
Thimig trabajó en diferentes teatros alemanes, en Bochum y en Stuttgart, entre otros lugares. En la temporada 1962/63 actuó en el Staatstheater de Stuttgart junto a Ulrich Matschoss en la comedia Oh Vater, armer Vater..., de Arthur L. Kopit. En 1965/66 actuó en el Bayerisches Staatsschauspiel de Múnich. Allí actuó en Doña Rosita la soltera (de Federico García Lorca) y en Der Parasit (de Friedrich Schiller). En 1982 tomó el papel de Elisabeth von Ritter en una producción representada en gira de la pieza Verbotenes Land, de Henry Denker, en la cual encarnaba a Sigmund Freud el actor Karl-Heinz Martell. En 1987, en una gira producida por Berliner Tournee, fue Gonerilda en El rey Lear, con dirección de Hans-Joachim Heyse, siendo acompañada de nuevo por Karl-Heinz Martell. En la temporada teatral 1988/89 actuó con una gira de Euro-Studio Landgraf actuando en la farsa Die Chinesische Mauer, de Max Frisch. Además, en 1991 fue actriz del Festival de Bad Hersfeld.
En Austria actuó en el Theater in der Josefstadt haciendo, entre otros papeles, el de Ottilie Klamroth en Vor Sonnenuntergang. También actuó en el Wiener Kammerspiele, en el Neuen Tribüne Wien y en el Freie Bühne Wieden. En este último, en el año 2005 fue Frau Wurmser en el estreno mundial de Verdunkelung, de Erika Mitterer. En noviembre de 2005 actuó con Helga Papouschek en el Neuen Tribüne Wien en el estreno de la obra en un acto Ein unglücklicher Zufall, escrita por James Saunders. Actuó por última vez sobre el escenario en 2011, bajo la dirección de Elisabeth Augustin en Königin Mutter, de Manlio Santanelli, representada en el Freien Bühne Wieden, actuando junto a Johannes Terne.
Thimig también actuó en varias producciones televisivas, entre ellas la comedia dirigida en 1963 por Wolfgang Liebeneiner Charleys Tante, en la cual actuaba Boy Gobert. 
Thimig también fue actriz de voz radiofónica y trabajó en la producción de algún audio. Así, se la pudo escuchar en Wien West, de Elfriede Jelinek (NDR/WDR 1971) y en Gesellschaft , de Raoul Auernheimer (ORF 1980).
Johanna Thimig falleció en el año 2014 en Viena. Se celebró su funeral el 10 de diciembre de 2014 en el Cementerio Döblinger Friedhof de esa ciudad. Su urna fue llevada al cementerio Ortsfriedhof Werfenweng de Salzburgo.

## Filmografía (selección)
- 1963 : Charleys Tante (telefilm)
- 1968 : An Einzeltischen (telefilm)
- 1971 : Geliebtes Scheusal (telefilm)
- 1972 : Fettaugen - Eine Idylle aus der deutschen Provinz (telefilm)
- 1972 : Katzenspiel (telefilm)
- 1979 : Das Veilchen (telefilm)